# 胸膜癒着
胸膜癒着（きょうまくゆちゃく）は、胸腔に科学的炎症を引き起こす薬剤を投与し、肺と胸膜腔を人工的に癒着させる医療技術である。

## 概要
胸膜癒着は、再発を繰り返す気胸などを治療する方法のひとつである。ただし嚢胞性線維症患者の場合、この処置を行った後には肺の移植手術が困難になるデメリットがあるため、一般的には回避される。
薬剤の注入は、一般的に胸腔ドレナージのチューブを介して胸腔内に投与する。薬剤はブレオマイシン、テトラサイクリン（ミノサイクリンなど）、ポビドンヨード、タルクのスラリーなどを用いる。 注入された薬剤は、胸膜の壁面と内臓層との間の空間を漂い、そこで炎症を引き起こさせる。この時、致命的な間違った部位の投薬を避けるよう、十分注意して処置にあたる必要がある。
胸膜癒着は痛みを伴うため、必要に応じて、鎮静剤、および、鎮痛剤を前もって投与しておく事が望ましい。